# Тарань
Тара́нь, или азовско-черноморская тарань (лат. Rutilus heckelii), — вид лучепёрых рыб семейства карповых.
Отличительные признаки по сравнению с обыкновенной плотвой: большая высота тела, чешуя меньшего размера, меньшее число лучей в анальном плавнике (именно 9—10), более толстые губы и черноватые края парных плавников. Кроме того, внутренняя полость тела тарани выстлана плёнкой чёрного цвета (у плотвы плёнка бесцветная). Длина обыкновенно 25—35 см, вес часто до 1,8 кг. Водится в морях Каспийском, Чёрном и Азовском, входя в реки для метания икры весной (ход может начинаться уже зимой) и отчасти осенью на зимовку. Большая часть зимует, по-видимому, в море у устьев рек. Вообще тарань не поднимается в реки высоко. Нерест происходит в конце марта или начале апреля в камышах и траве, и по окончании его тарань уходит в море.

## Интересные факты
Рыба в нарезке соломкой, продаваемая в России в сетевых магазинах с названием «Таранка» под различными торговыми марками, на самом деле является путассу, причём это указано в её составе. Традиционно же слово «таранка» является разговорным названием тарани.